# NGC 4767A
NGC 4767A is een spiraalvormig sterrenstelsel in het sterrenbeeld Centaur. Het hemelobject werd op 21 april 1835 ontdekt door de Britse astronoom John Herschel.

## Synoniemen
- ESO 323-31
- MCG -7-27-11A
- DCL 347
- IRAS 12502-3933
- PGC 43744